# Estación de ferrocarril de Binhai
La estación de ferrocarril de Binhai (en chino, 滨海站; pinyin, Bīnhǎi Zhàn), antigua estación de ferrocarril de Yujiapu, es una estación de ferrocarril subterráneo ubicado en Binhai, Tianjin, República Popular de China. Es la estación de la que salen y llegan los trenes del ferrocarril interurbano de alta velocidad Beijing-Tianjin. Sirve al distrito financiero de Yujiapu, un área con muchos rascacielos nuevos. Es considerado como uno de los cuatro centros principales de transporte ferroviario de Tianjin junto con la estación central de Tianjin, Tianjin Oeste y Binhai Oeste. La construcción se completó el 8 de agosto de 2015 y se abrió al tráfico el 20 de septiembre de 2015. Tiene conexión con las líneas del metro de Tianjin Z1, B2 y B3. El nombre de la estación cambió su nombre de Yujiapu a Binhai el 5 de enero de 2019.

## Construcción
La construcción de la estación comenzó el 27 de febrero de 2009. El techo, también la primera estructura de carcasa de acero de una sola capa del mundo, parece una delicada pintura flotando en el aire. El uso de un material de última generación, la película ETFE (etileno tetrafluoroetileno), fue una elección perfecta para la construcción de techos y fachadas, mostrando una resistencia impresionante y ahorrando energía. El techo está en cojines de ETFE de tres capas.

## Estructura
La estructura visible de la estación es de una cúpula en forma de lágrima rodeada de zonas verdes. Debajo de la estructura abovedada de la sala de espera futurista de la planta baja, la mayoría de la estación está ubicada en 5 niveles subterráneos. El primer y segundo nivel del sótano permite el acceso a autobuses, taxis, estacionamientos públicos y boletería para el Metro de Tianjin. El tercer nivel del sótano alberga las líneas Tianjin Metro B2 y B3. El cuarto nivel del sótano contiene las plataformas y el acceso a la futura línea Tianjin Metro Z1. El quinto nivel más bajo del sótano tiene tres plataformas insulares que sirven seis vías como la terminal del ferrocarril interurbano Beijing-Tianjin.